# Lista de aviões da Lockheed Corporation
Lista baseado no ano do voo inicial